# سنگ مرمریت

## مقدمه
سنگ مرمریت از دیرباز به‌عنوان یکی از گرانبهاترین و زیباترین سنگ‌های طبیعی شناخته شده است. این سنگ به دلیل ظاهر درخشان، بافت کریستالی و دوام بالا در معماری، هنر و دکوراسیون داخلی کاربردهای گسترده‌ای پیدا کرده است. استفاده از مرمر در ساخت بناهای تاریخی، مجسمه‌سازی و آثار هنری، همواره نمادی از شکوه، زیبایی و پیشرفت فنی بشر به‌شمار می‌رود. در این مقاله به بررسی جنبه‌های مختلف سنگ مرمریت، از فرایند تشکیل آن تا کاربردها و تأثیرات فرهنگی-اقتصادی آن پرداخته می‌شود.

## تعریف و ویژگی‌های علمی سنگ مرمریت

### تعریف علمی
سنگ مرمریت یک سنگ دگرگونی (متامورفیک) است که از تغییر شکل سنگ آهکی یا دولومیت به واسطه دما و فشار بالا به‌وجود می‌آید. در فرایند دگرگونی، ساختار کریستالی سنگ تغییر کرده و الگوهای زیبا و متنوعی در آن شکل می‌گیرد. ترکیب اصلی مرمر عمدتاً شامل کلسیت است که در برخی نمونه‌ها به همراه دولومیت دیده می‌شود. این تغییرات ساختاری باعث ایجاد تنوع رنگی و نقوش طبیعی در سنگ می‌شود.

### ویژگی‌های فیزیکی و شیمیایی
- بافت و سطح: سنگ مرمریت به‌طور کلی دارای سطحی صاف و براق است که می‌توان آن را به راحتی صیقل داد. این ویژگی باعث شده تا مرمر در معماری و هنر کاربرد فراوانی داشته باشد.
- تنوع رنگ: بسته به شرایط محیطی و ترکیب شیمیایی سنگ آهکی اولیه، رنگ مرمر می‌تواند از سفید و بژ تا خاکستری، قرمز، سبز و حتی سیاه متغیر باشد.
- مقاومت: اگرچه مرمر به دلیل تراکم کریستالی‌اش دارای مقاومت مناسبی است، اما نسبت به بعضی از سنگ‌های دیگر مانند گرانیت، از نظر مقاومت در برابر خراشیدگی و سایش کمی آسیب‌پذیرتر می‌باشد.
- خواص نوری: سطح براق مرمر، نوری طبیعی را منعکس کرده و باعث ایجاد جلوه‌های بصری زیبا در محیط‌های داخلی می‌شود.

### ترکیب شیمیایی
ترکیب اصلی مرمر شامل کلسیت (کربنات کلسیم) می‌باشد که در برخی موارد به همراه عناصر دیگری مانند منیزیم به‌صورت دولومیت ظاهر می‌شود. وجود ناخالصی‌های معدنی می‌تواند رنگ و الگوی مرمر را تغییر دهد و باعث ایجاد طرح‌های طبیعی منحصر به فرد گردد.

## کاربرد سنگ مرمریت
- تزیین نمای داخلی ساختمان و پوشش کامل دیوار با مرمریت
- استفاده در کفپوش ساختمان
- کاربرد در پله و راه پله‌ها
- به کار بردن در سنگ کف آسانسور و قاب دور آن
- استفاده از سنگ‌های مرمریت رنگ روشن برای صفحه کابینت
- به کار بردن در سنگ کف پارکینگ و دیواره‌های آن
- استفاده جهت مصنوعات سنگی مانند مجسمه، گلدان سنگی، میز جلو مبلی

## فرایند تشکیل سنگ مرمریت

### دگرگونی سنگ آهکی
سنگ مرمریت در اصل از سنگ آهکی (limestone) به‌وجود می‌آید. سنگ آهکی از رسوبات رسوبی شکل گرفته و شامل مواد آلی و معدنی است. زمانی که سنگ آهکی تحت دما و فشار بسیار بالا قرار گیرد، فرایند دگرگونی آغاز می‌شود. در این فرایند:
- فشرده‌سازی: فشار بالا باعث تغییر ساختاری دانه‌های کلسیتی می‌شود.
- تغییر دما: دمای بالا منجر به ذوب جزئی و بازسازی بلورهای کلسیتی می‌گردد.
- تبدیل به کریستال‌های بزرگ: با گذر زمان و ادامه تأثیر دما و فشار، کریستال‌های کوچک به بلورهای بزرگ‌تر تبدیل شده و ساختار سنگ تغییر می‌یابد.

### فرایند دگرگونی در دولومیت
در برخی موارد، سنگ مرمریت از سنگ دولومیت (dolostone) به‌وجود می‌آید. در این حالت:
- ترکیب سنگ اولیه شامل کربنات کلسیم و منیزیم است.
- فرایند دگرگونی منجر به تشکیل بلورهای دولومیت می‌شود که باعث ایجاد رنگ‌ها و بافت‌های متفاوت در مرمر می‌گردد.

### تأثیر شرایط محیطی بر شکل‌گیری
شرایط محیطی حین دگرگونی نقش مهمی در تعیین ویژگی‌های نهایی مرمر دارند. عواملی مانند مدت زمان دگرگونی، شدت دما و فشار، و وجود عناصر ناخالصی، همه در تعیین رنگ، الگو و ساختار کریستالی نهایی نقش دارند.

## تاریخچه و اهمیت فرهنگی سنگ مرمریت

### مرمر در تمدن‌های باستان
از زمان باستان، مرمر به‌عنوان ماده‌ای گرانبها در معماری و هنر استفاده می‌شد. در تمدن‌های یونان و روم باستان:
- معماری: از مرمر در ساخت معابد، کاخ‌ها و بناهای عمومی استفاده می‌شد. بنای معابد یونانی با استفاده از مرمر، نمادی از زیبایی و قدرت آن دوران محسوب می‌شد.
- مجسمه‌سازی: هنرمندان باستانی از مرمر برای ایجاد مجسمه‌های افسانه‌ای و پورترتاهای فرماندهان و خدایان بهره می‌بردند. مجسمه‌های برجای مانده از این دوران همچنان شواهدی از هنر و صنعت پیشرفته آن زمان هستند.

### مرمر در هنر اسلامی
در دوران اسلامی، مرمر نیز جایگاه ویژه‌ای یافت:
- استفاده از مرمر در تزئین مساجد، حمام‌های سنتی و کاشی‌کاری‌های زیبا، نشان از ارزش بالای این سنگ در فرهنگ اسلامی دارد.
- هنر تزئینی در قالب نقش‌های هندسی و آراستگی‌های زیبا با استفاده از مرمر، جلوه‌ای از اصالت و ذوق هنری معماران آن دوران است.

### مرمر در دوره‌های مدرن و معاصر
در دوران معاصر نیز مرمر به دلیل زیبایی و دوام بالا همچنان مورد استفاده قرار می‌گیرد:
- معماری مدرن: استفاده از مرمر در نمای ساختمان‌های لوکس و ورودی‌های مهم شهری رایج شده است.
- دکوراسیون داخلی: در طراحی داخلی منازل، هتل‌ها و ادارات، مرمر به عنوان یک مادهٔ پرزرق و برق، حس لوکسی و مدرن بودن را القا می‌کند.
- صنایع هنری: هنرمندان معاصر نیز از مرمر در مجسمه‌سازی و خلق آثار هنری استفاده می‌کنند تا جلوه‌ای از زیبایی طبیعی و سنت‌های دیرینه را به نمایش بگذارند.

## انواع و تنوع مرمریت

### مرمریت سفید
یکی از متداول‌ترین انواع مرمر، مرمر سفید است:
- ویژگی‌ها: این نوع مرمر به دلیل رنگ یکدست و خالص خود، بسیار محبوب است. مرمر سفید معمولاً بدون عیوب و ناخالصی‌های قابل رویت است.
- کاربردها: به دلیل ظاهری کلاسیک و زیبا، در پوشش کف و دیوار، ساخت مجسمه‌های کلاسیک و دکوراسیون داخلی به کار می‌رود.

### مرمریت رنگی و چندرنگ
مرمر رنگی در طی فرایند دگرگونی به‌دلیل وجود عناصر ناخالصی، رنگ‌های متنوعی از جمله قرمز، زرد، سبز یا آبی به خود می‌گیرد:
- ویژگی‌ها: الگوهای طبیعی و طرح‌های منحصر به فرد باعث می‌شوند که هر قطعه مرمر رنگی، اثری هنری به‌شمار آید.
- کاربردها: در طراحی‌های لوکس، کفپوش‌های مدرن و المان‌های تزئینی مورد استفاده قرار می‌گیرد.

### مرمریت مشکی
مرمر مشکی، به دلیل رنگ تیره و الگوهای خاص خود، جلوه‌ای متفاوت و شیک به محیط می‌بخشد:
- ویژگی‌ها: این نوع مرمر علاوه بر زیبایی، حس عمق و رمز و راز را نیز منتقل می‌کند.
- کاربردها: بیشتر در نماهای ساختمان‌ها، کفپوش‌ها و میزهای مجلسی کاربرد دارد.

### مرمریت با نقوش طبیعی
در برخی نمونه‌های مرمر، الگوهای طبیعی ناشی از فرایند دگرگونی به‌شکل خطوط و دانه‌های منحصر به فرد ظاهر می‌شود:
- ویژگی‌ها: این نقوش طبیعی به هر قطعه مرمر شخصیت و اصالت می‌بخشد.
- کاربردها: در آثار هنری و مجسمه‌سازی، این نوع مرمر به‌عنوان انتخابی متفاوت و چشمگیر شناخته می‌شود.

## کاربردهای معماری و هنری

### استفاده در معماری
سنگ مرمریت به‌عنوان یک ماده ساختمانی لوکس و بادوام، از دیرباز در معماری استفاده شده است:
- پوشش دیوارها و کف‌ها: استفاده از مرمر در پوشش دیوارها و کف‌های داخلی و خارجی، حس تجمل و زیبایی را به فضا می‌بخشد.
- نماهای ساختمان: در ساختمان‌های تاریخی و معاصر، نماهای ساخته شده از مرمر به‌عنوان نمادی از شکوه و عظمت محسوب می‌شوند.
- پروژه‌های بازسازی: در بازسازی بناهای قدیمی، استفاده از مرمر به حفظ هویت معماری و ارزش‌های تاریخی کمک می‌کند.

### هنر و مجسمه‌سازی
از دیرباز مرمر ماده اصلی هنرهای تجسمی به‌شمار می‌آمد:
- مجسمه‌های کلاسیک: مجسمه‌های ساخته شده از مرمر مانند «دیوید» میکل‌آنژ، نمونه‌ای از تلفیق هنر و مهندسی سنگ‌شناسی به‌شمار می‌آیند.
- تندیس‌ها و آثار هنری: در هنر معاصر نیز، هنرمندان از مرمر استفاده کرده و با بهره‌گیری از ویژگی‌های منحصر به فرد آن، آثار هنری بی‌نظیری خلق می‌کنند.

### دکوراسیون داخلی
مرمر به دلیل براقیت و ظاهری لوکس در دکوراسیون داخلی کاربرد فراوانی دارد:
- میزهای کار و میزهای ناهارخوری: استفاده از سطح مرمریت در ساخت میزها، جلوه‌ای مدرن و در عین حال کلاسیک به فضا می‌بخشد.
- پله‌ها و نمای داخلی: پله‌های پوشیده شده با مرمر و سطوح کار در منازل لوکس، نمونه‌ای از تلفیق هنر و کارایی عملی در دکوراسیون داخلی هستند.
- تزیینات دیگر: استفاده از مرمر در ایجاد جزئیات معماری مانند پلکانی‌ها، پنل‌های دکوراتیو و حتی لوازم جانبی دکوراسیون، نشان از اهمیت این سنگ در ایجاد فضایی منحصر به فرد دارد.

## استخراج و فرآیندهای صنعتی

### روش‌های استخراج سنتی
استخراج مرمر همواره یکی از فرآیندهای پیچیده و دقیق به‌شمار می‌رفت:
- حفاری معادن: در گذشته، استخراج مرمر به صورت دستی و با استفاده از ابزارهای ابتدایی انجام می‌شد. معادن مرمر در مناطقی مانند ایتالیا، یونان و ترکیه شهرت داشتند.
- برش دستی: برش قطعات مرمر به اندازه‌های مورد نیاز با استفاده از ابزارهای دستی، هنری بود که نیاز به دقت بسیار بالا داشت.

### فناوری‌های مدرن در استخراج
امروزه با پیشرفت فناوری‌های مهندسی، فرایند استخراج مرمر تغییرات عمده‌ای یافته است:
- استفاده از ماشین‌آلات پیشرفته: حفاری‌های مکانیزه و استفاده از دستگاه‌های برش مدرن باعث افزایش بهره‌وری و کاهش خطاهای انسانی شده است.
- کنترل کیفیت: در مراحل استخراج و پردازش، با بهره‌گیری از فناوری‌های نوین، کیفیت سنگ‌های استخراج‌شده ارزیابی و کنترل می‌شود.
- حمل و نقل: استفاده از تکنولوژی‌های نوین در حمل و نقل و بسته‌بندی، امکان توزیع بهتر و سریع‌تر مرمر را فراهم کرده است.

### پردازش و صیقل مرمر
پس از استخراج، سنگ مرمریت تحت فرآیندهای متعددی قرار می‌گیرد:
- برش اولیه: در کارگاه‌های پردازشی، سنگ مرمریت به تکه‌های بزرگ برش داده می‌شود.
- صیقل‌دهی: پس از برش، با استفاده از دستگاه‌های صیقل‌دهی، سطح سنگ به حالت براق و یکدست درمی‌آید.
- تولید محصولات نهایی: مرمر صیقل‌دهی شده به اشکال مختلفی مانند کاشی، صفحه‌های کتیبه، مجسمه‌ها و المان‌های دکوراتیو تبدیل می‌شود.

## اهمیت اقتصادی و تجاری مرمر

### نقش مرمر در اقتصاد جهانی
صنعت مرمر یکی از بخش‌های مهم و پررونق در اقتصاد کشورهای تولیدکننده محسوب می‌شود:
- صادرات سنگ مرمریت: کشورهایی مانند ایتالیا، اسپانیا، هند و چین با استخراج و صادرات مرمر، سهم بزرگی در بازارهای بین‌المللی دارند.
- فرصت‌های شغلی: معادن مرمر و صنایع وابسته، هزاران نفر را در بخش‌های استخراج، پردازش و حمل و نقل مشغول به کار کرده و نقش مهمی در تأمین معیشت مناطق روستایی دارند.
- سرمایه‌گذاری‌های داخلی: پروژه‌های نوسازی و ساخت بناهای لوکس، اغلب از مرمر به‌عنوان یک ماده لوکس بهره می‌برند که این خود باعث رونق بازار داخلی و افزایش ارزش سرمایه‌گذاری‌ها می‌شود.

### ۷تأثیر فرهنگی و گردشگری
سنگ مرمریت علاوه بر اهمیت اقتصادی، نقش مهمی در تقویت هویت فرهنگی و جلب گردشگر نیز داشته است:
- بناهای تاریخی و فرهنگی: بناهای ساخته شده از مرمر در شهرهای تاریخی همچون فلورانس، ونیز و استانبول هر ساله میزبان گردشگران بسیاری هستند.
- میراث فرهنگی: آثار هنری و معماری مرمرین، شاهدی از تاریخچه طولانی هنر و صنعت در جوامع مختلف به‌شمار می‌روند.

## چالش‌ها و مسائل زیست‌محیطی

### تأثیرات استخراج بر محیط زیست
با وجود ارزش اقتصادی و فرهنگی سنگ مرمریت، فرایند استخراج آن می‌تواند مشکلات زیست‌محیطی به همراه داشته باشد:
- آلودگی و تغییر منظر: حفاری و استخراج سنگ می‌تواند منجر به تغییر چشم‌انداز طبیعی و ایجاد زباله‌های سنگی شود.
- مصرف انرژی: فرآیندهای برش و صیقل‌دهی نیازمند انرژی زیادی هستند که در صورت استفاده از منابع فسیلی، منجر به انتشار گازهای گلخانه‌ای می‌شود.
- تخریب اکوسیستم‌های محلی: فعالیت‌های معدنی می‌تواند بر زندگی گیاهی و جانوری مناطق استخراج تأثیر منفی بگذارد.

### راهکارهای کاهش اثرات زیست‌محیطی
برای کاهش اثرات منفی استخراج مرمر، اقدامات زیر پیشنهاد می‌شود:
- بهبود فناوری‌های استخراج: استفاده از روش‌های مدرن و بهینه‌سازی فرایندها می‌تواند میزان زباله و مصرف انرژی را کاهش دهد.
- بازیافت و استفاده مجدد: تلاش برای بازیافت ضایعات سنگی و استفاده مجدد از آن‌ها در صنایع ساختمانی و هنری، می‌تواند تأثیرات منفی را به حداقل برساند.
- مقررات و استانداردهای زیست‌محیطی: تدوین قوانین سختگیرانه در حوزه استخراج و پردازش مرمر می‌تواند از تخریب محیط زیست جلوگیری کند.

## نوآوری‌ها و آینده صنعت مرمر

### تحقیقات علمی و فناوری نوین
با پیشرفت علوم زمین‌شناسی و فناوری‌های صنعتی، تحقیقات در حوزه مرمر به سمت بهبود کیفیت و افزایش بهره‌وری سوق داده شده است:
- روش‌های پیشرفته برش: استفاده از فناوری لیزر و دستگاه‌های کامپیوتری جهت برش دقیق‌تر سنگ مرمریت، باعث افزایش کارایی و کاهش ضایعات می‌شود.
- تکنولوژی‌های صیقل‌دهی: پژوهش‌های جدید در زمینه صیقل‌دهی با استفاده از مواد جدید و روش‌های نوین، امکان بهبود ظاهر و افزایش دوام مرمر را فراهم کرده است.
- تحقیقات در حوزه محیط زیست: مطالعات مربوط به تأثیرات زیست‌محیطی استخراج مرمر و توسعه راهکارهای سبز، از اولویت‌های صنایع سنگ محسوب می‌شود.

### روندهای بازار و چشم‌اندازهای اقتصادی
با توجه به رشد صنعت ساخت و ساز و افزایش تقاضا برای مصالح لوکس، چشم‌انداز آینده صنعت مرمر مثبت به نظر می‌رسد:
- گسترش بازارهای جدید: کشورهای در حال توسعه با افزایش فعالیت‌های ساختمانی، بازار مصرف مرمر را گسترش داده‌اند.
- همکاری‌های بین‌المللی: افزایش همکاری‌ها و تبادل فناوری بین کشورهای تولیدکننده و مصرف‌کننده، به بهبود کیفیت محصولات و کاهش هزینه‌ها منجر خواهد شد.
- افزایش ارزش افزوده: با توجه به روند رشد صنایع دکوراسیون و معماری مدرن، ارزش افزوده مرمر از طریق طراحی‌های نوآورانه و تولید محصولات سفارشی افزایش یافته است.

## بررسی‌های فرهنگی و هنری مرمر در ادبیات و هنر

### مرمریت به عنوان نماد فرهنگی
در بسیاری از فرهنگ‌ها، مرمر فراتر از یک ماده ساختمانی دیده می‌شود و به عنوان نمادی از زیبایی، پاکی و ثبات شناخته می‌شود:
- نمادگرایی در هنر: هنرمندان از مرمر به عنوان نمادی از بی‌زمانی و پایداری استفاده کرده‌اند. آثار برجسته‌ای از این سنگ نه تنها ارزش هنری دارند بلکه حامل پیام‌های فرهنگی و اجتماعی نیز هستند.
- تأثیر در ادبیات: در متون ادبی و شعرهای کلاسیک، مرمر به عنوان استعاره‌ای برای وصف زیبایی، پاکی روح و اصالت به‌کار رفته است.

### آثار هنری برجسته از مرمریت
از دیرباز، آثار هنری ساخته شده از مرمر توجه علاقمندان به هنر را به خود جلب کرده‌اند:
- مجسمه‌های مشهور: مجسمه‌های بزرگی مانند «دیوید» میکل‌آنژ نمونه بارزی از تلفیق هنر، علم و صنعت در استفاده از مرمر هستند.
- سازه‌های معماری: بناهایی همچون معابد یونانی، کاخ‌های روم و مساجد تاریخی، همگی از مرمر برای ایجاد جلوه‌ای ویژه در معماری بهره برده‌اند.
- کارهای معاصر: هنرمندان معاصر با استفاده از مرمر در مجسمه‌سازی و آثار ترکیبی، به دنبال بیان مفاهیم مدرن در فضایی سنتی هستند.

## نتیجه‌گیری
سنگ مرمریت نه تنها به عنوان یک ماده ساختمانی، بلکه به عنوان یک عنصر فرهنگی و هنری، از دیرباز جایگاه ویژه‌ای در تمدن‌های بشری داشته است. فرایند دگرگونی سنگ آهکی به مرمر، شاهدی از تغییرات ژرف زمین‌شناسی و تأثیرات زمان بر مواد طبیعی است. از کاربردهای گسترده مرمر در معماری و هنر می‌توان به اهمیت این سنگ در ایجاد آثار ماندگار و ارزشمند اشاره کرد. علاوه بر این، صنعت مرمریت نقش اقتصادی مهمی در بازارهای جهانی ایفا کرده و فرصت‌های شغلی و سرمایه‌گذاری فراوانی ایجاد نموده است. در عین حال، چالش‌های زیست‌محیطی ناشی از استخراج و پردازش این سنگ، نیازمند رویکردهای پایدار و استفاده از فناوری‌های نوین برای کاهش اثرات منفی بر محیط زیست می‌باشد.
با توجه به روندهای رو به رشد در ساخت و ساز، طراحی داخلی و هنر معاصر، می‌توان انتظار داشت که مرمر همچنان به‌عنوان یک ماده لوکس و با ارزش، جایگاه خود را در میان مصالح ساختمانی و هنری حفظ کند. نوآوری‌های فناورانه و همکاری‌های بین‌المللی، زمینه را برای بهبود فرآیندهای استخراج و پردازش فراهم آورده و به افزایش ارزش افزوده محصولات مرمر کمک می‌کند.
در نهایت، مرمر نه تنها یک سنگ طبیعی، بلکه یک داستان تاریخی، فرهنگی و هنری است که از طریق هر قطعه‌اش می‌توان نقشی از گذشته و تأثیرات فرهنگی آن بر جامعه را مشاهده نمود. آگاهی از تاریخچه، ویژگی‌ها و کاربردهای مرمر می‌تواند به فهم بهتر ارزش‌های فرهنگی و اقتصادی این ماده طبیعی و همچنین تأکید بر اهمیت حفاظت از منابع طبیعی منجر شود.